# San Damiano

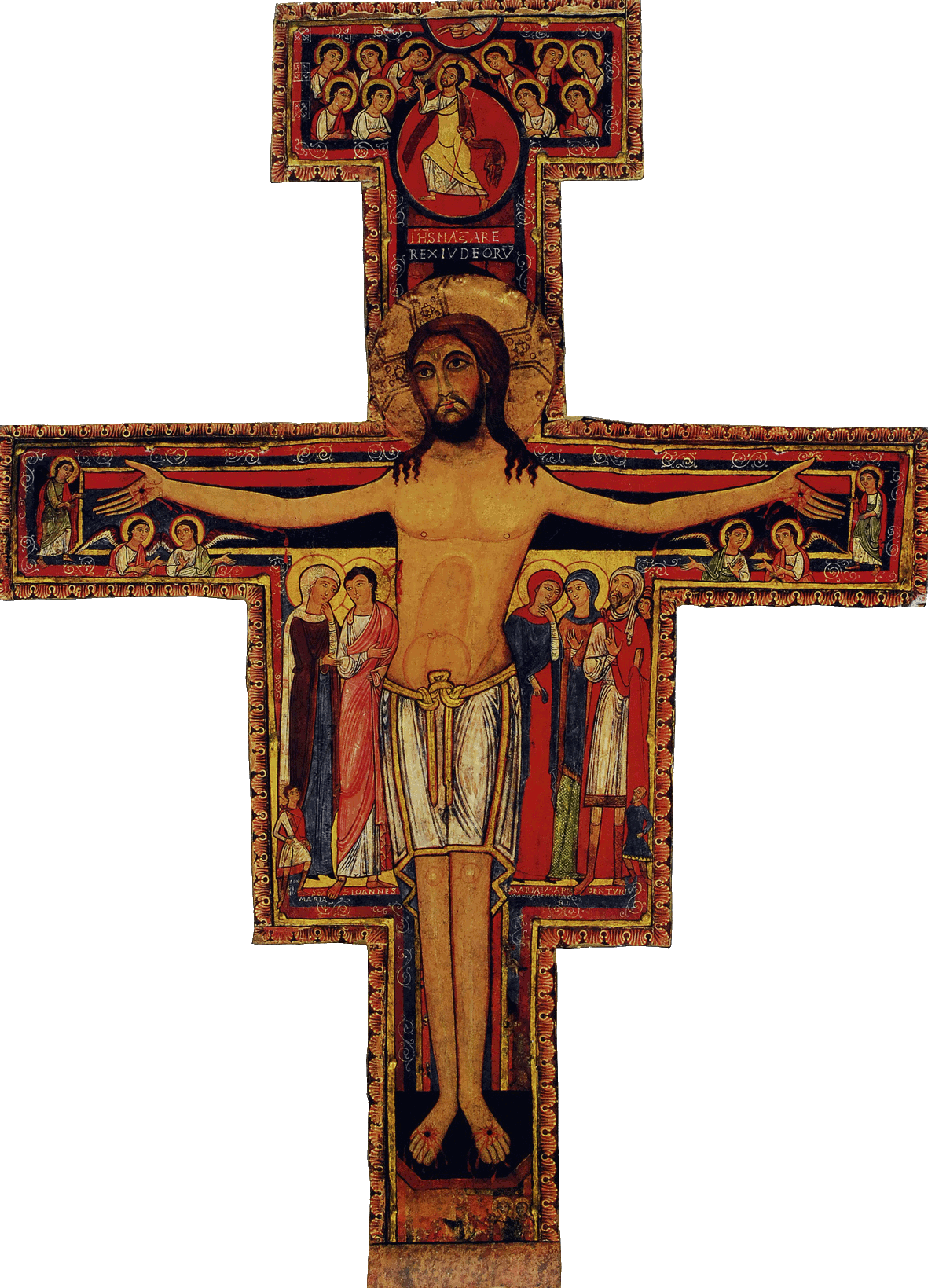
Kruis van San Damiano

San Damiano is een kerkje en een daarbij behorend klooster in Assisi. De plek speelt een belangrijke rol in het leven van de heilige Franciscus en de heilige Clara van Assisi.

## Ligging
San Damiano ligt ongeveer twintig minuten lopen van Assisi te midden van de velden en olijfbomen.

## Religieuze betekenis
Het uit een kerkje en klooster bestaande gebouwencomplex heeft zijn oorspronkelijke vorm grotendeels behouden en onderscheidt zich daarmee van de meeste andere kerkgebouwen in en om Assisi, die na Franciscus' dood extra versierd werden of - zoals in het geval van Portiuncula - door de kolossale koepel van de basiliek van Santa Maria degli Angeli in een veel grotere kerk werden opgenomen. Samen met de kluizenarijen van de Carceri is San Damiano daardoor in de naaste omgeving van Assisi de plaats waar men het beste kan ervaren hoe Franciscus geleefd heeft: simpel, teruggetrokken en eenvoudig verbonden met de natuur.

### De roeping van Franciscus
Ten tijde van Franciscus was San Damiano een verlaten kapel. In 1205 werd Franciscus in het vervallen kerkje aangesproken door de Gekruisigde die hier hing: "Herstel mijn huis, dat zoals je ziet in verval is geraakt." Het kruis van San Damiano hangt tegenwoordig in de basiliek van de heilige Clara in Assisi.

### Eerste gemeenschap van Arme Vrouwen
In 1212 stichtte de heilige Clara hier met enkele gezellinnen de eerste gemeenschap van Arme Vrouwen, waarbij zich later ook haar zus Agnes aansloot. In 1253 stierf Clara op deze plek. De clarissen woonden er tot 1260.

### Het Zonnelied
In de winter van 1224 en de lente van 1225 lag Franciscus ziek bij San Damiano en werd er door Clara en haar zusters verzorgd. Hij dichtte er zijn welbekende Zonnelied, waarvan de oorspronkelijke titel 'Cantico delle Creature' (Lofzang van de schepselen) luidt.

## Kunstgeschiedenis
Voor de kerk bevindt zich een open voorhal. Rechts in de kapel van de heilige Hiëronymus bevinden zich fresco's van Tiberio d'Assisi uit het begin van de 16e eeuw. In de kerk zelf hangt een kopie van het kruis van San Damiano. In de kerk zijn onder meer episoden uit het leven van Franciscus afgebeeld; ze stammen uit de 14e eeuw. Voor het altaar rechts is bij een trap een kruisiging van Pier Antonio Mezzastris (1482) te zien. Langs de trap bereikt men het binnenpand met tuin en kloostervertrekken. Het is versierd met fresco's van Eusebio da S. Giorgio (1507). De refter heeft de oorspronkelijke staat het meest behouden. Er zijn fresco's van Dono Doni te zien, die zich overigens in slechte staat bevinden.